# Andreas Dombert
Andreas Dombert (* 29. November 1979 in Straubing) ist ein deutscher Gitarrist mit Wurzeln sowohl im Jazz als auch in der Pop-/Rockmusik.

## Werdegang
Dombert absolvierte von	2000 bis 2004 ein Studium der Jazzgitarre an der Musikhochschule Nürnberg-Augsburg bei Helmut Kagerer und Paulo Morello. Von 2002 bis 2004 war er Mitglied des Bundesjazzorchesters.
Dann war er fünf Jahre Mitglied der „Claudia Koreck Band“, mit der er das Album Fliang einspielte, das 2007 Platz 15 der deutschen Albumcharts erreichte. 2010 veröffentlichte er mit seiner Band Dombert’s Urban Jazz das Album „Chameleon“. Die Nachfolge-CD „16/8“ war laut „Süddeutsche Zeitung“ 2013  „eines der spannendsten Alben des Jahres“. 2011 hatte er internationale Auftritte mit dem 2010 gegründeten Gitarrenquartett Night of Jazz Guitars. 
Dombert ist an Alben von Elli Erl, Panzerballett und Georg Ringsgwandl beteiligt. Er spielte im Sunday Night Orchestra und der Bigband von Thilo Wolf. 2015 arrangierte er eine CD für den Liedermacher Christoph Weiherer. Mit Jochen Rückert und Henning Sieverts präsentierte er 2016 sein Trio-Debüt bei Enja, welches laut Spiegel Online „faszinierende Klangräume“ eröffnet. 2017 wurde er dafür für den EchoJazz Gitarre national nominiert. Von 2015 bis 2020 studierte Dombert Philosophie und Musikwissenschaft an der Universität Regensburg, an der er gleichzeitig unterrichtete.

## Auszeichnungen
Dombert erhielt 2002 den Kulturförderpreis der Stadt Straubing. Die Formation Dombert’s Urban Jazz wurde 2014 mit dem Kulturpreis des Bezirks Oberpfalz in der Kategorie Jazz-Formation ausgezeichnet. 2017 erhielt er den Kulturförderpreis der Stadt Regensburg.

## Diskografische Hinweise
- Andreas Dombert, Helmut Kagerer: Night of Jazz Guitars (Jazz4Ever Records 2006; „Album des Jahres“ laut Alexander Schmitz – AGAS)[1]
- Dombert’s Urban Jazz: Chameleon (Double Moon 2010; mit Peter Sandner, Lutz Häfner, Markus Schieferdecker, Sebastian Lanser)
- Coryell, Dombert, Morello, Kagerer: Night of Jazz Guitars (2011)
- Dombert’s Urban Jazz: 16/8 (Double Moon 2013; mit Peter Sandner, Lutz Häfner, Henning Sieverts, Christian Diener, Matthias Meusel)
- Andreas Dombert / Chris Gall: Duo (Acoustic Music, 2014)
- Night of Jazz Guitars feat. Pat Martino: Sound and Clouds (2016)
- Andreas Dombert, Jochen Rueckert, Henning Sieverts: 35 (Enja/Yellowbird 2016)
- Guitar (Enja/Yellowbird 2018; solo)

Andreas Dombert als Sideman
- Ecco DiLorenzo Jazz Quartett: Self-fulfilling Prophecies (GLM 2012; mit Chris Gall, Paul Tietze, Wolfgang Peyerl)
- Lisa Wahlandt & Sven Faller: Home For Christmas (Enja 2014; mit Jan Eschke, Walter Lang, Azhar Kamal)
- Opentheboxtrio & Kit Downes: Unperfect Buildings (Double Moon 2023; mit Axel Kühn, Christian Krischkowsky)[9]